# 1+2=パラダイス
『1+2=パラダイス』（いちたすにはパラダイス）は、上村純子による日本の漫画作品。

## 概要
1988年から1990年まで『月刊少年マガジン』（講談社）にて連載。『あぶない!ルナ先生』、『いけない!ルナ先生』とは打って変わり、思いを寄せる男性にも裸体を見せるのを恥じるヒロインとまったく抵抗のないヒロインを双子として活躍するのが特徴。
講談社から出た4巻の単行本は、各巻20万部以上発行された。1990年には東映ビデオからOVAとしてアニメ化もされた。
連載後期に勃発した有害コミック騒動の煽りを受けて一部の県で青少年保護育成条例に基づく有害図書指定を受け、連載末期は性的な描写が控えめになりひっそりと終了した。
発行元であった講談社からは最終巻（第5巻）が出なかったが、1995年に松文館の成年コミック体裁でようやく陽の目を見た。講談社版は全4巻、松文館版は全5巻。

## あらすじ
自分を産んで亡くなった母親のような女性を救うため、父の後を継いで産婦人科医となることを目指す高校生・山本優介。成績も優秀な彼には唯一の障害があった。それは、幼少時に近所の双子の少女から受けた数々の行為による重度の女性恐怖症であり、その双子に散々な目に遭わされていた優介は父の転勤をこれ幸いと、逃げるように双子から離れたのだった。そんなある日、女性恐怖症を克服させようとする父親の計略により自宅に看護婦候補の双子が住み込みで来ることとなるが、その中村結花・梨花姉妹こそ彼の女性恐怖症の原因となったトラウマを刻み込んだ、あの双子だった。2人の相変わらず猛烈なアタックにタジタジになりながらも、やがて結花の優しさに惹かれていく優介。しかし玉の輿を狙い優介に執拗な色仕掛けを行う梨花に加え、｢脱がし屋｣の異名を持ち結花の脱ぎ写真を狙う女たらしの竜一、さらには双子以前に優介と結婚の約束をしていたという咲田愛美も登場するのだった。

## 登場人物

### 主要人物
山本優介（やまもと ゆうすけ）
本作の主人公で、自分が生まれたのと引き換えに母親を亡くしている。産婦人科医である父の跡を継ぐべく勉強を重ねており、成績も優秀。しかし、幼少時に近所の双子の少女（結花と梨花）から受けた数々の行為（お医者さんごっこと称したいたずらで、下半身に全治数カ月の重傷を負わされたほど）による重度の女性恐怖症。父の転勤をこれ幸いと、逃げるように双子から離れていた。父親の計略で結花・梨花姉妹がやって来たことで刻まれたトラウマが甦るが、結花の優しさに触れ、徐々に惹かれ合っていく。梨花、竜一、愛美らに振り回されつつも、結花との愛を貫き、最終回で結婚した。
中村結花（なかむら ゆか）
本作のメインヒロイン。幼い頃、優介に重度のトラウマを刻み込み、女性恐怖症へ導いた双子姉妹の姉。当時、姉妹で野犬に襲われた所を優介に助けられ、彼の花嫁になりたいと願う。また、立派な看護師になって優介と共に医療に従事することも目指している。家事もうまい。
前作となる「いけない!ルナ先生」のヒロイン、葉月ルナを踏襲したような容姿（金髪巨乳。ただし眼鏡はしていない）。幼少の頃は割とやんちゃだったが、成長するに従って優しくお淑やかな性格になり、恥じらいもかなりある。だが献身的な性格でもあるため、人命や優介の将来に関わると判断すれば恥を忍んで人前で脱ぐ。優介とのデートがかかっていれば、少なくともトップレスになるのは耐える。
竜一の二度目の策略で全裸にされた時は優介のため裸を隠すのをやめ、ご開帳されても優介が助けにくるまで抵抗しなかった。また、プールでの初デートの際にはクラスメイトでド近眼の鈴木君にアソコを見られてしまう。
その性格ゆえか、後期になるにつれて結花のお色気シーンは事故的なものに限られ、梨花や愛美の誘惑で調子を崩した優介を健全な手段でフォローする傾向になっていく。
幼い頃を一緒に過ごした優介を一途に想い続け、紆余曲折の末に優介のプロポーズを受け、遂に結ばれる。
中村梨花（なかむら りか）
本作第2のヒロイン。幼い頃、優介に重度のトラウマを刻み込み、女性恐怖症へ導いた双子姉妹の妹。姉と同じきっかけで優介の花嫁になりたいと願う。
やんちゃな性格はそのままに性的に非常にオープンで、裸になることに何の抵抗も持っていない。また、色気に磨きをかける以外の努力は厭う傾向と、姉とは正反対。見分けるためなのかポニーテールが特徴。また、金持ちが大好きなため、優介との玉の輿に乗ろうと執拗な誘惑を繰り返しては、優介を困惑させる。竜一初登場回ではエッチな下着（胸が露出し、優介曰く「半分もない」面積の下）姿を見せてから謎かけで女体のよさを教え込み、我が物とする寸前までいった。誇りや意地といったものはなく、浴室での悩殺合戦で過激な手に出た愛美にしてやられたと思った後、同じ手段を使っている。優介の結花への想いを知ったことで最終的に身を引き、別の金持ちの男性と結婚するが、ウェディングドレスを特注の（極めて露出度の高い）ランジェリー型にするというハチャメチャさだった。
咲田愛美（さきた あみ）
後期に入って現れた、本作第3のヒロイン。優介の幼稚園時代の同級生で、当時彼とファーストキスをしたと主張して花嫁候補として押しかけてきた（当時の優介はキスについて知らず、愛美から迫ったとは言え半ば事故的なものだった）。この時、花嫁衣裳を纏って箱に入り宅配便で山本家に来て（誰が箱を閉じて発送手続きをしたのかは不明）、優介は最初等身大の花嫁人形かと思った。
ウェーブのかかった黒髪。結婚生活の考えや優介へのアプローチは殆ど梨花と同じ方向性で、二人がかりになった誘惑攻撃は優介をさらに悩ませることになる。しかし最終的に梨花と同様に身を引き、別の幼馴染の男性と結婚する。彼が自分を探していたことに感動しており、梨花と比べてお金抜きのロマンティックさを求めていた様子。こちらのウェディングドレスはシースルー仕様だった。

### その他
優介の父
下の名は不明。産婦人科医院を開業している。妻を亡くして以来優介を男手一つで育ててきたが、それが優介の女性恐怖症の一因ではないかと気にしており、その荒療治も兼ねて中村姉妹を看護師見習いとして預かる。
竜一（りゅういち）
姓は不明。優介の中学時代の同級生で、中村姉妹と共に男女共学校に転入した彼と再び同じ学校になる。中学時代から女子を口説いてヌード写真を撮っていて「脱がし屋竜一」の異名を取り、女性恐怖症の優介にその写真を突きつけていじめていた（竜一の方は優介を「オカマの優介」と呼び、互いに変態扱いしていた）。再会時点で撮影した女子は999人に及び、千人目として結花を狙う。先述の「口説いていた」説明の割に、結花に対しての方法はかなり犯罪じみた強引なもので、いずれも最終的に優介に見つかって制裁の一撃を喰らい失敗に終わる。3度目の計略以降は登場しなくなった。

## OVA
東映ビデオより、東映VANIMEレーベルで「あっちもこっちもプリンプリン」と「対決!桃色姉妹V.S.好色女王蜂」がリリース。前者は原作のアニメ化だが後者は完全オリジナル。原作の梨花と愛美のドタバタと対抗するような内容。
キャスト 　
- 山本優介 - 山口勝平
- 中村結花 - 長尾理保子
- 中村梨花 - 本多知恵子
- 優介の父 - 富山敬
- 松菱バラ子 - 松井菜桜子
- 石油王 - 小杉十郎太
- 団長 - 塩屋浩三
- 校長 - 龍田直樹
- バラ子の父 - 梅津秀行
- 美術の先生 - 向殿あさみ
- 女性Na - 麻見順子
- 生徒 - 中博史

スタッフ
- 原作 - 上村純子
- 監督 - わたなべぢゅんいち
- 演出 - 舛成孝二（1）、阿蛇漫壱（2）
- 脚本 - 岸間信明
- キャラクターデザイン - 芹沢章喜
- 作画監督 - 佐藤敬一
- 美術デザイン - 砂川千里、古宮陽子（2）
- 撮影監督 - 森口洋輔
- 音響監督 - 渡辺淳
- プロデューサー - 加藤和夫、藤家和正
- 制作プロデューサー - 阿部倫久、島崎克美
- アニメーション制作 - J.C.STAFF
- 製作 - 東映ビデオ、エイジェント21